# Jejur
Jejur är en ort i Indien.   Den ligger i distriktet Hugli och delstaten Västbengalen, i den östra delen av landet, 1 300 km sydost om huvudstaden New Delhi. Jejur ligger 19 meter över havet och antalet invånare är 4 532.
Terrängen runt Jejur är mycket platt. Runt Jejur är det mycket tätbefolkat, med 1 361 invånare per kvadratkilometer. Närmaste större samhälle är Tarakeswar, 11,2 km väster om Jejur. Trakten runt Jejur består till största delen av jordbruksmark.